# Open 13 Provence 2020 - Qualificazioni singolare
Le qualificazioni del singolare dell'Open 13 Provence 2020 sono state un torneo di tennis preliminare per accedere alla fase finale della manifestazione. I vincitori dell'ultimo turno sono entrati di diritto nel tabellone principale. In caso di ritiro di uno o più giocatori aventi diritto a questi sono subentrati i lucky loser, ossia i giocatori che hanno perso nell'ultimo turno ma che avevano una classifica più alta rispetto agli altri partecipanti che avevano comunque perso nel turno finale.

## Teste di serie
1. Jahor Herasimaŭ (qualificato)
2. Lloyd Harris (primo turno)
3. Dennis Novak (qualificato)
4. Alexei Popyrin (ultimo turno)

1. Emil Ruusuvuori (ultimo turno, lucky loser)
2. Norbert Gombos (qualificato)
3. Ilya Ivashka (qualificato)
4. Sergiy Stakhovsky (ultimo turno)

## Qualificati
1. Jahor Herasimaŭ
2. Dennis Novak

1. Norbert Gombos
2. Ilya Ivashka

### Lucky loser
1. Emil Ruusuvuori

## Tabellone

### Legenda
| - Q = Qualificato - WC = Wild card - LL = Lucky loser | - ALT = Alternate - SE = Special Exempt - PR = Protected Ranking | - w/o = Walkover - r = Ritirato - d = Squalificato |

### Sezione 1
|  | Primo turno | Primo turno        | Primo turno     | Primo turno | Primo turno |  |  | Ultimo turno | Ultimo turno    | Ultimo turno | Ultimo turno | Ultimo turno |  |
|  |             |                    |                 |             |             |  |  |              |                 |              |              |              |  |
|  | 1           | Jahor Herasimaŭ    | 64              | 6           | 6           |  |  |              |                 |              |              |              |  |
|  | Alt         | Evgenij Karlovskij | 7               | 3           | 1           |  |  | 1            | Jahor Herasimaŭ | 4            | 7            | 7            |  |
|  |             | Lukáš Lacko        | Lukáš Lacko     | 4           | 4           |  |  | 5            | Emil Ruusuvuori | 6            | 6            | 6            |  |
|  | 5           | Emil Ruusuvuori    | Emil Ruusuvuori | 6           | 6           |  |  |              |                 |              |              |              |  |

### Sezione 2
|  | Primo turno | Primo turno       | Primo turno       | Primo turno | Primo turno |  |  | Ultimo turno | Ultimo turno      | Ultimo turno | Ultimo turno | Ultimo turno |  |
|  |             |                   |                   |             |             |  |  |              |                   |              |              |              |  |
|  | 2           | Lloyd Harris      | Lloyd Harris      | 3           | 4           |  |  |              |                   |              |              |              |  |
|  | WC          | Elliot Benchetrit | Elliot Benchetrit | 6           | 6           |  |  | WC           | Elliot Benchetrit | 4            | 7            | 4            |  |
|  |             | Aleksej Vatutin   | Aleksej Vatutin   | 1           | r           |  |  | 6            | Norbert Gombos    | 6            | 67           | 6            |  |
|  | 6           | Norbert Gombos    | Norbert Gombos    | 2           |             |  |  |              |                   |              |              |              |  |

### Sezione 3
|  | Primo turno | Primo turno         | Primo turno         | Primo turno | Primo turno |  |  | Ultimo turno | Ultimo turno       | Ultimo turno | Ultimo turno | Ultimo turno |  |
|  |             |                     |                     |             |             |  |  |              |                    |              |              |              |  |
|  | 3           | Dennis Novak        | Dennis Novak        | 6           | 6           |  |  |              |                    |              |              |              |  |
|  | WC          | Arthur Cazaux       | Arthur Cazaux       | 1           | 3           |  |  | 3            | Dennis Novak       | 7            | 2            | 6            |  |
|  | Alt         | Matthias Bachinger  | Matthias Bachinger  | 6           | 6           |  |  | Alt          | Matthias Bachinger | 64           | 6            | 3            |  |
|  | 8           | Serhij Stachovs'kyj | Serhij Stachovs'kyj | 3           | 4           |  |  |              |                    |              |              |              |  |

### Sezione 4
|  | Primo turno | Primo turno             | Primo turno    | Primo turno | Primo turno |  |  | Ultimo turno | Ultimo turno   | Ultimo turno | Ultimo turno | Ultimo turno |  |
|  |             |                         |                |             |             |  |  |              |                |              |              |              |  |
|  | 4           | Alexei Popyrin          | Alexei Popyrin | 7           | 6           |  |  |              |                |              |              |              |  |
|  |             | Steven Diez             | Steven Diez    | 63          | 3           |  |  | 4            | Alexei Popyrin | 1            | 6            | 4            |  |
|  |             | Bernabé Zapata Miralles | 7              | 5           | 1           |  |  | 7            | Il'ja Ivaška   | 6            | 3            | 6            |  |
|  | 7           | Il'ja Ivaška            | 64             | 7           | 6           |  |  |              |                |              |              |              |  |